# 大卫·福斯特·华莱士
大衛·福斯特·華萊士（英語：David Foster Wallace，1962年2月21日—2008年9月12日），是一位美国作家，出生於美國紐約州伊薩卡。他的小说《无尽的玩笑》（Infinite Jest）被《时代》杂志选为1923年至2005年间最伟大的100本英语小说之一。《洛杉矶时报》将华莱士称为“过去20年最有创造力与影响力的作家之一”。

## 生平
1962年，华莱士出生在美国纽约州伊萨卡，父亲詹姆斯·唐纳德·华莱士，母亲萨莉·福斯特·华莱士，夫妻都是伊利诺伊州立大学的教授，父亲具有康奈尔大学的哲学博士学位。
由于优越的家庭环境，华莱士的学业一帆风顺，考入了亚利桑那大学，学习写作专业，获得艺术学硕士，他的毕业论文是《系统的笤帚》（The Broom of the System），这本书的灵感来自奧地利著名哲学家路德维希·维特根斯坦的《逻辑哲学论》，本书发表之后在美国文坛引起轰动。
华莱士曾几次去哈佛大学学习哲学，但是都中途半途而废。
1992年，华莱士申请到伊利诺伊州立大学的英文系去教书，期间发表了长篇小说《无尽的玩笑》。
1993年，华莱士获得麦克阿瑟基金。
2002年，华莱士到加利福尼亚州波莫纳学院去教书，期间创作了多部作品。
2008年，华莱士在加利福尼亚州的家中自杀，年仅46岁，此前他一直长期服用抗抑郁症的药物。

## 风格
华莱士的作品具有深邃的知识和精密的逻辑思辨，擅长讥讽嘲笑。华莱士喜欢用繁琐的长句子，而且脚注和尾注经常比正文都要长，他擅长打断正常的句子结构，弄得支离破碎，吸引读者的注意力。

## 作品

### 小说
- 《系统的掃帚》 （页面存档备份，存于）（1987年）
- 《頭髮奇特的女孩》 （页面存档备份，存于）（1989年）
- 《無盡的玩笑》 （页面存档备份，存于）（1996年）
- 《與醜陋人物的短暫會談》 （页面存档备份，存于）（1999年）
- 《忘卻》 （页面存档备份，存于）（2004年）

### 論文集
- 《所謂好玩的事，我再也不做了》 （页面存档备份，存于）（1997年）
- 《考慮龍蝦》 （页面存档备份，存于）（2005年）
- 《有血有肉》 （页面存档备份，存于）（2016年）

### 演講
- 《這是水》 （页面存档备份，存于）（2009年，中譯本於2014年由紅通通出版社出版）